# Hardtwaldstadion
Il Hardtwaldstadion è uno stadio di calcio di Sandhausen, che ospita le partite casalinghe dell'Sandhausen, e può contenere 12.100 spettatori.